# Miek van Geenhuizen
Miek van Geenhuizen (née le 17 décembre 1981 à Eindhoven) est une joueuse de hockey sur gazon néerlandaise, sélectionnée en équipe des Pays-Bas de hockey sur gazon féminin à 164 reprises. 
Elle est sacrée championne olympique en 2008 et obtient la médaille d'argent olympique en 2004 . Elle est aussi championne du monde en 2006, vice-championne du monde en 2002 et vice-championne d'Europe en 2007.